# Dubravica, Požarevac
Dubravica (Дубравица), pronunțat în limba română Dubravița, este un sat situat în partea de est a Serbiei, în Districtul Braničevo. Aparține administrativ de comuna Požarevac. La recensământul din 2002 localitatea avea 1225 locuitori.

## Istorie
În apropierea satului, în locul numit Orašje, nu departe de mai cunoscutul fort roman Lederata și de intrarea Dunării în România, se pot vedea vestigiile orașului fortificat Margum, din timpul romanității târzii și a Evului Mediu timpuriu, presupusă capitală a Diocezei Margum. 